# David Aaronovitch
David Morris Aaronovitch (Londres, 8 de julio de 1954) es un periodista, presentador de televisión y autor inglés. Es columnista habitual de The Times y autor de libros como Paddling to Jerusalem: An Aquatic Tour of Our Small Country (2000), Voodoo Histories: the role of Conspiracy Theory in Modern History (2009) y Party Animals: My Family and Other Communists (2016). Ganó el premio Orwell de periodismo político en 2001 y el premio "Columnista del año" de What the Papers Say en 2003. Anteriormente escribe para The Independent y The Guardian.

## Biografía

### Primeros años
Es hijo del intelectual y economista comunista Sam Aaronovitch, y hermano del actor Owen Aaronovitch y del autor y guionista Ben Aaronovitch. Sus padres eran ateos cuya "fe era el marxismo", según Aaronovitch, y él es étnicamente mitad judío y mitad irlandés. Ha escrito que fue educado "para reaccionar ante la riqueza con un puchero puritano".
Asistió a la escuela primaria Gospel Oak hasta 1965, Holloway County Comprehensive (ahora Holloway School) hasta 1968 y William Ellis School desde 1968 hasta 1972, todas en Londres. Estudió historia moderna en el Balliol College de la Universidad de Oxford. Completó su educación en la Universidad Victoria de Manchester, y se graduó en 1978 con un BA con honores en historia.
Mientras estuvo en Manchester fue miembro del equipo University Challenge de 1975 que perdió en la primera ronda después de responder la mayoría de las preguntas con el nombre de un marxista ("Trotsky", "Lenin", "Karl Marx" o "Che Guevara"). Las tácticas fueron una protesta contra el hecho de que a la Universidad de Oxford y la Universidad de Cambridge se les permitió ingresar a cada uno de sus colegios en el concurso como un equipo separado, a pesar de que los colegios no eran universidades en sí mismos.
Aaronovitch fue inicialmente un eurocomunista y participó activamente en la Unión Nacional de Estudiantes (NUS). Allí conoció al entonces presidente, Charles Clarke, quien más tarde se convertiría en ministro del interior de Reino Unido. El propio Aaronovitch sucedió a Trevor Phillips como presidente de la NUS de 1980 a 1982. Fue elegido en una boleta de la alianza de Izquierda.

### Carrera
Comenzó su carrera en los medios a principios de la década de 1980 como investigador de televisión y luego como productor del programa Weekend World de ITV. En 1988, comenzó a trabajar en la BBC como editor fundador del programa de actualidad política On the Record.
Se pasó al periodismo impreso en 1995, trabajando para The Independent e Independent on Sunday como redactor principal, crítico de televisión, redactor parlamentario y columnista hasta finales de 2002.
Comenzó a colaborar con The Guardian y The Observer en 2003 como columnista y escritor. Las columnas de Aaronovitch aparecieron en la sección G2 de The Guardian. Su deseo de que sus piezas aparecieran en las principales páginas de comentarios, según Peter Wilby, fue vetado por el editor de la sección, Seumas Milne, aunque el propio Aaronovitch desconoce si Milne estuvo involucrado en la decisión. Desde junio de 2005, ha escrito una columna regular para The Times. También ha sido columnista de The Jewish Chronicle. Además, Aaronovitch ha escrito para una variedad de otras importantes publicaciones británicas de noticias y opinión, como el New Statesman. Además, ha escrito para New Humanist y es un "asociado honorario" de su editor, la Asociación Racionalista.
También presenta o colabora en programas de radio y televisión, incluidos Have I Got News for You y BBC News 24. En 2004 presentó The Norman Way, un documental de tres partes de BBC Radio 4 que analiza el cambio de régimen en 1066.
Aaronovitch también presentó la serie de la BBC The Blair Years (2007), que examinó el cargo de primer ministro de Tony Blair. Algunos periodistas no quedaron impresionados con Aaronovitch o descartaron la serie.

### Vida personal
Vive en Londres con su esposa y sus tres hijas. Es seguidor del Tottenham Hotspur Football Club y tiene un gran interés en coleccionar chaquetas de cuero.
En 2011, fue víctima de un "accidente médico" luego de una cirugía de rutina. Sobrevivió a la sepsis gracias a los antibióticos, un tratamiento del que no disponía su abuela, quien murió de una infección tras la picadura de un insecto en 1930. Esta experiencia lo llevó a convertirse en un defensor de Antibiotic Research UK y el trabajo de la organización benéfica para promover el uso adecuado de antibióticos y el desarrollo de nuevos antibióticos.

## Puntos de vista
A finales de 2005, fue coautor, con Oliver Kamm y el periodista Francis Wheen, de una denuncia a The Guardian, después de que este publicara una disculpa a Noam Chomsky por una entrevista de Emma Brockes, en la que afirmaba que Chomsky había negado la Masacre de Srebrenica. El editor de lectores de The Guardian descubrió que el periódico había tergiversado la posición de Chomsky sobre la masacre de Srebrenica, y ese juicio fue confirmado en mayo de 2006 por un defensor del pueblo externo, John Willis.
En su columna del 5 de septiembre de 2013, criticó al líder laborista Ed Miliband por no ofrecer alternativa a la intervención militar en Siria, tras el uso de armas químicas en los ataques de Guta del 21 de agosto de 2013. Para Aaronovitch, "políticamente [Miliband] no es una presencia en absoluto, es una ausencia" y "no es ni cazador ni presa, es carroñero. Es un buitre político”.
Durante 2013, se convirtió en presidente de la organización de derechos humanos Index on Censorship, reemplazando a Jonathan Dimbleby en el cargo.
En mayo de 2014, criticó la participación de Glenn Greenwald en las revelaciones de la NSA de Edward Snowden y caracterizó a Greenwald como "un escritor forzado de polémicas demasiado largas, deshonestas y repetitivas".
En agosto de 2014, fue una de las 200 figuras públicas que firmaron una carta a The Guardian expresando su esperanza de que Escocia votara para seguir siendo parte del Reino Unido en el referéndum de septiembre sobre ese tema.
En 2016, respaldó la permanencia del Reino Unido en la Unión Europea en el referéndum del 23 de junio. Aaronovitch dijo más tarde que el Brexit eventualmente se revertiría a medida que el número de votantes mayores, que generalmente votaban por la salida de Gran Bretaña de la Unión Europea, muriera gradualmente.

## Obra

### Libros
- Paddling to Jerusalem: An Aquatic Tour of Our Small Country (Fourth Estate, 2000). ISBN 978-1-84115-540-1
- Voodoo Histories: The Role of Conspiracy Theory in Shaping Modern History, Jonathan Cape, 2009, ISBN 978-0-224-07470-4.[26] Publicado en EE. UU. en 2010 por Riverhead Books, ISBN 978-1-59448-895-5
- Party Animals: My Family and Other Communists. Cabo Jonathan, 2016. ISBN 9780099478973

### Documentales
- Blaming the Jews (2003), un documental de 45 minutos que evalúa el antisemitismo en los medios y la cultura árabes.[27]
- God and the Politicians (2005), un documental que analiza la importante cuestión de la creciente influencia religiosa en la política en el Reino Unido.
- No Excuses for Terror (2006), un documental de 45 minutos que "critica cómo las opiniones antiisraelíes de la extrema izquierda y la extrema derecha han permeado los principales medios de comunicación y el discurso político".[28]